# Castelul Dániel din Gănești

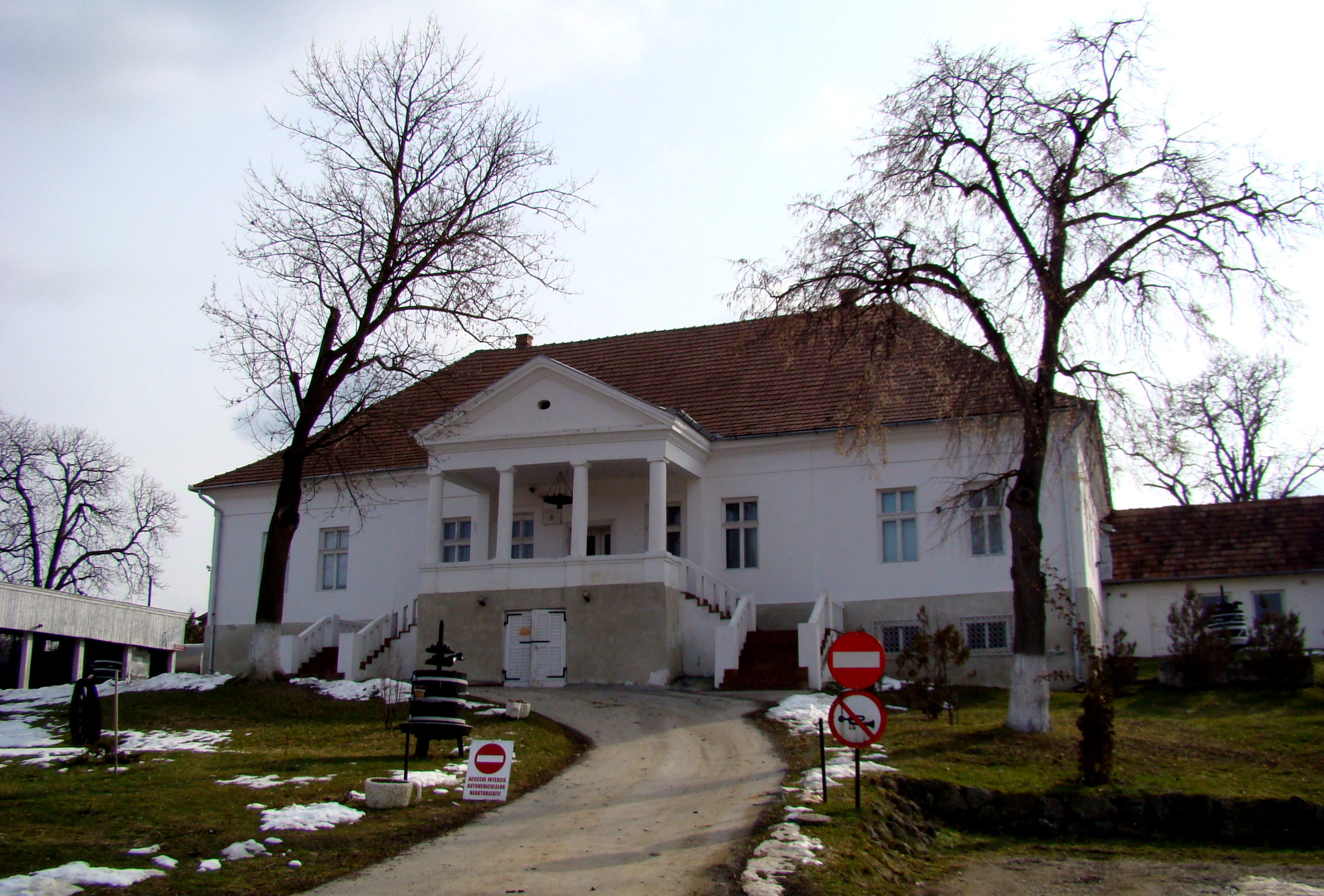
- Castelul Dániel din Gănești (februarie 2013)

Castelul Dániel din Gănești este un ansamblu de clădiri cu valoare istorică și arhitectonică aflat pe teritoriul satului Gănești, comuna Gănești, județul Mureș.

## Localitatea
Gănești (original Ganfalău, în maghiară Vámosgálfalva, în germană Gallendorf) este satul de reședință al comunei cu același nume din județul Mureș, Transilvania, România. A fost menționat pentru prima dată în anul 1302, cu denumirea Gálfalwa.

## Istoric și trăsături
Proprietarul castelului din secolul al XIX-lea, Dániel Mihály era descendent al familiei armene Dániel din Gherla. Fiul lui Dániel Mihály era al doilea proprietar în momentul naționalizării domeniului în anul 1949.
Clădirea principală, dar și celelalte clădiri anexe, au fost construite probabil în secolul al XIX-lea. Clădirea principală, cu pilaștri și timpanul neoclasic, e mai bine conservată, dar clădirile adiacente au suferit numeroase transformări de-a lungul anilor.
După naționalizare complexul de clădiri a funcționat ca CAP. După 1990 a fost restituit familiei Dániel care a vândut complexul, iar noul proprietar l-a introdus în circuitul turistic ca han, restaurant și cramă.

## Imagini

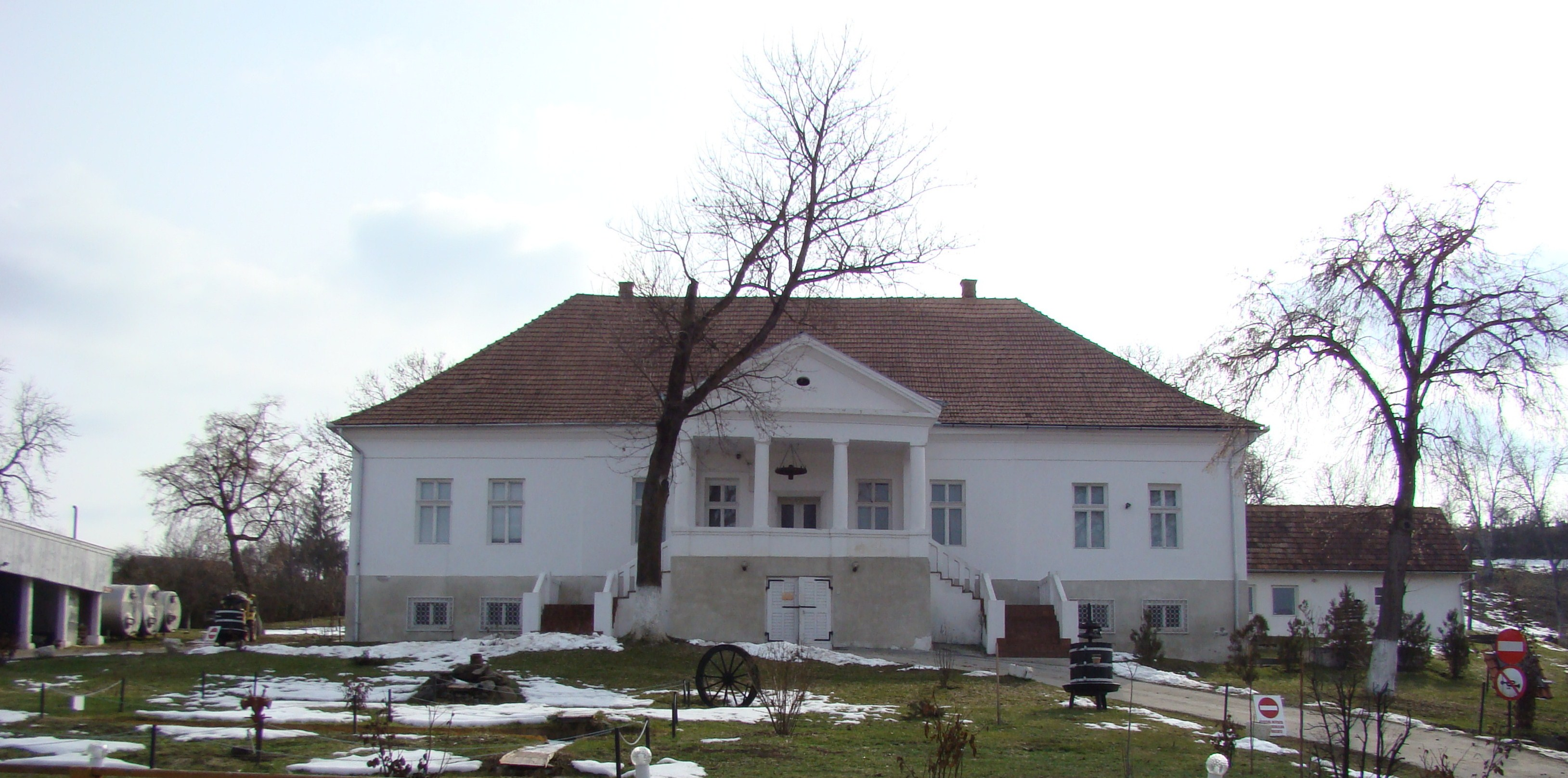
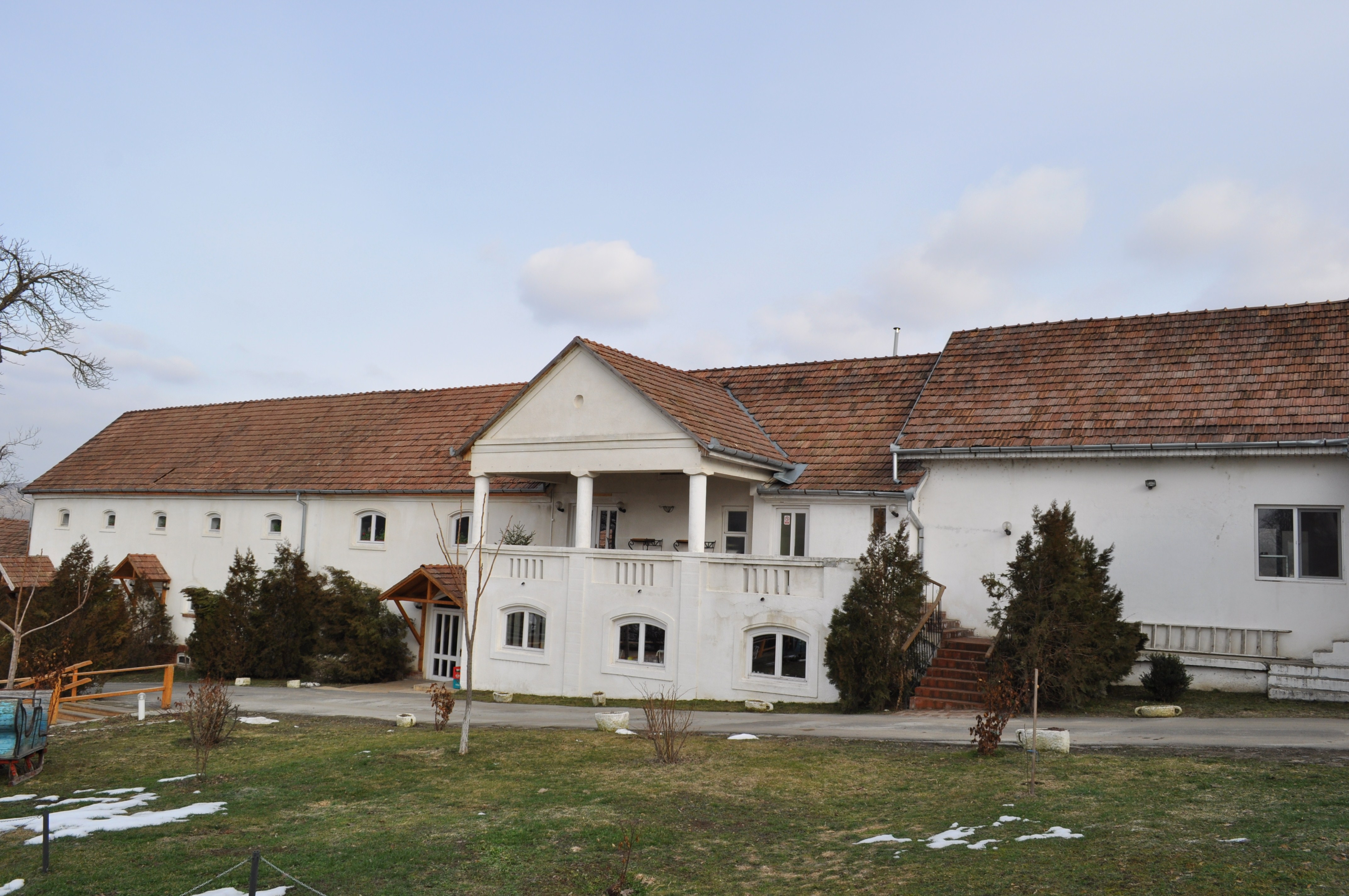
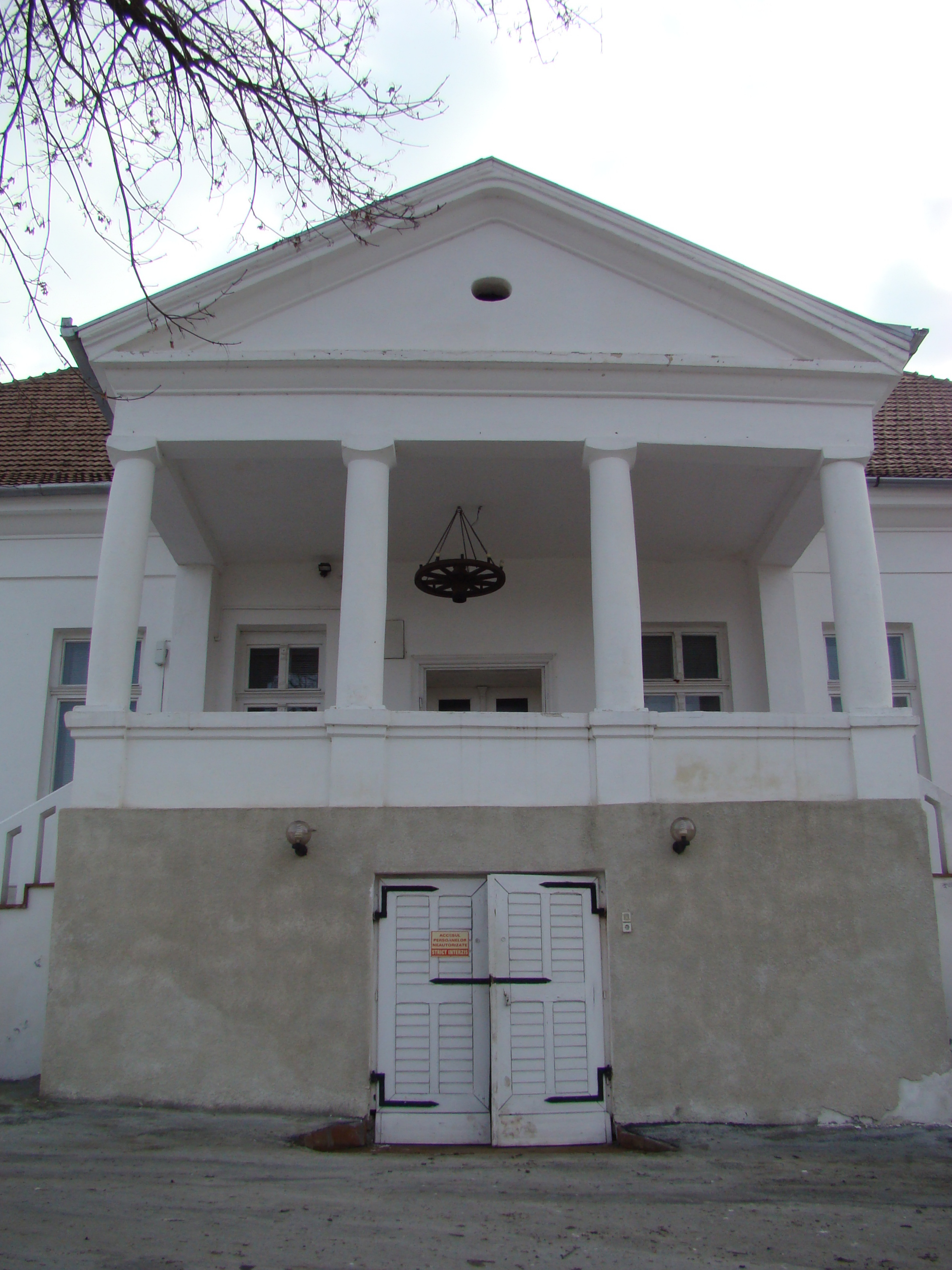
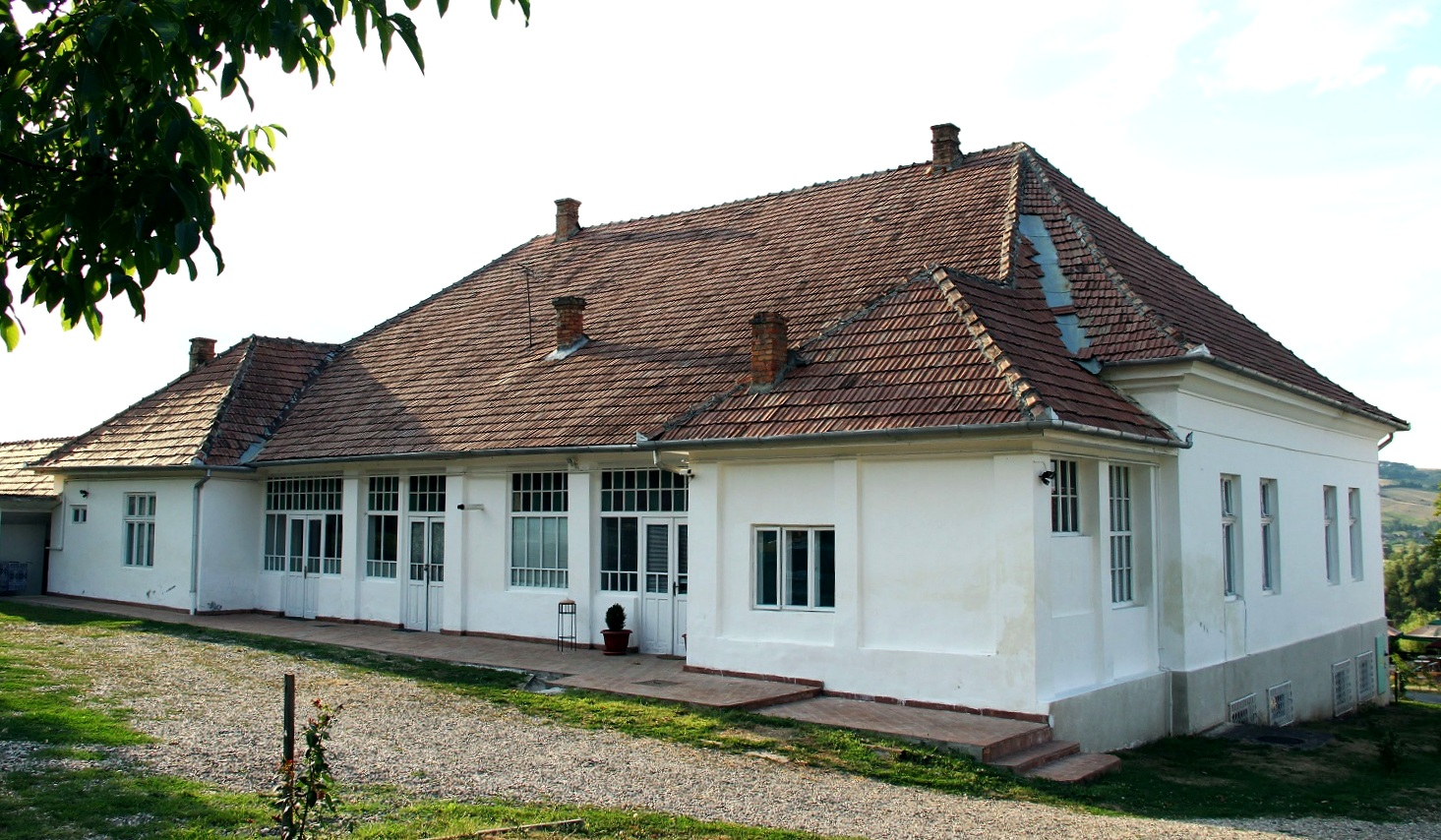
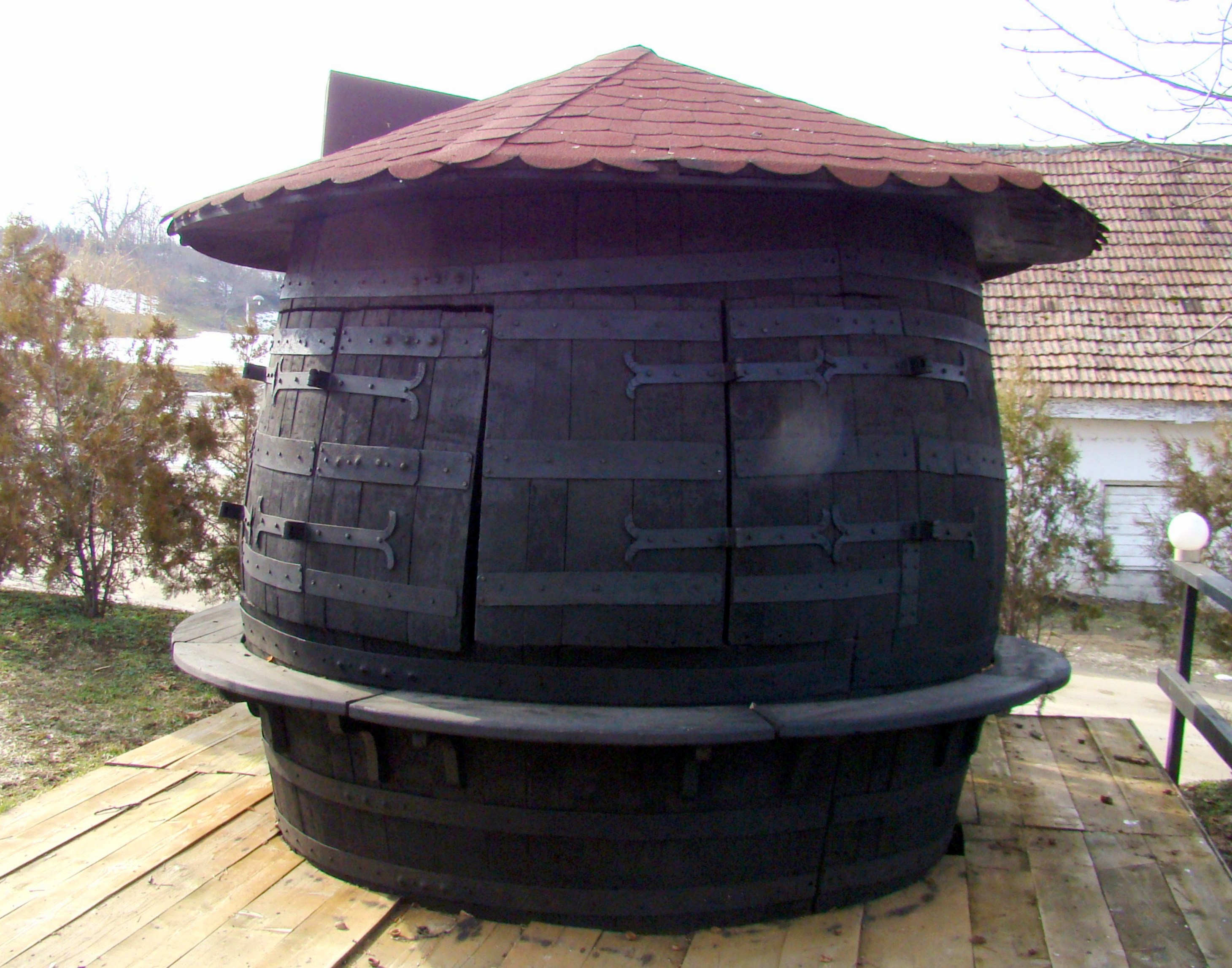
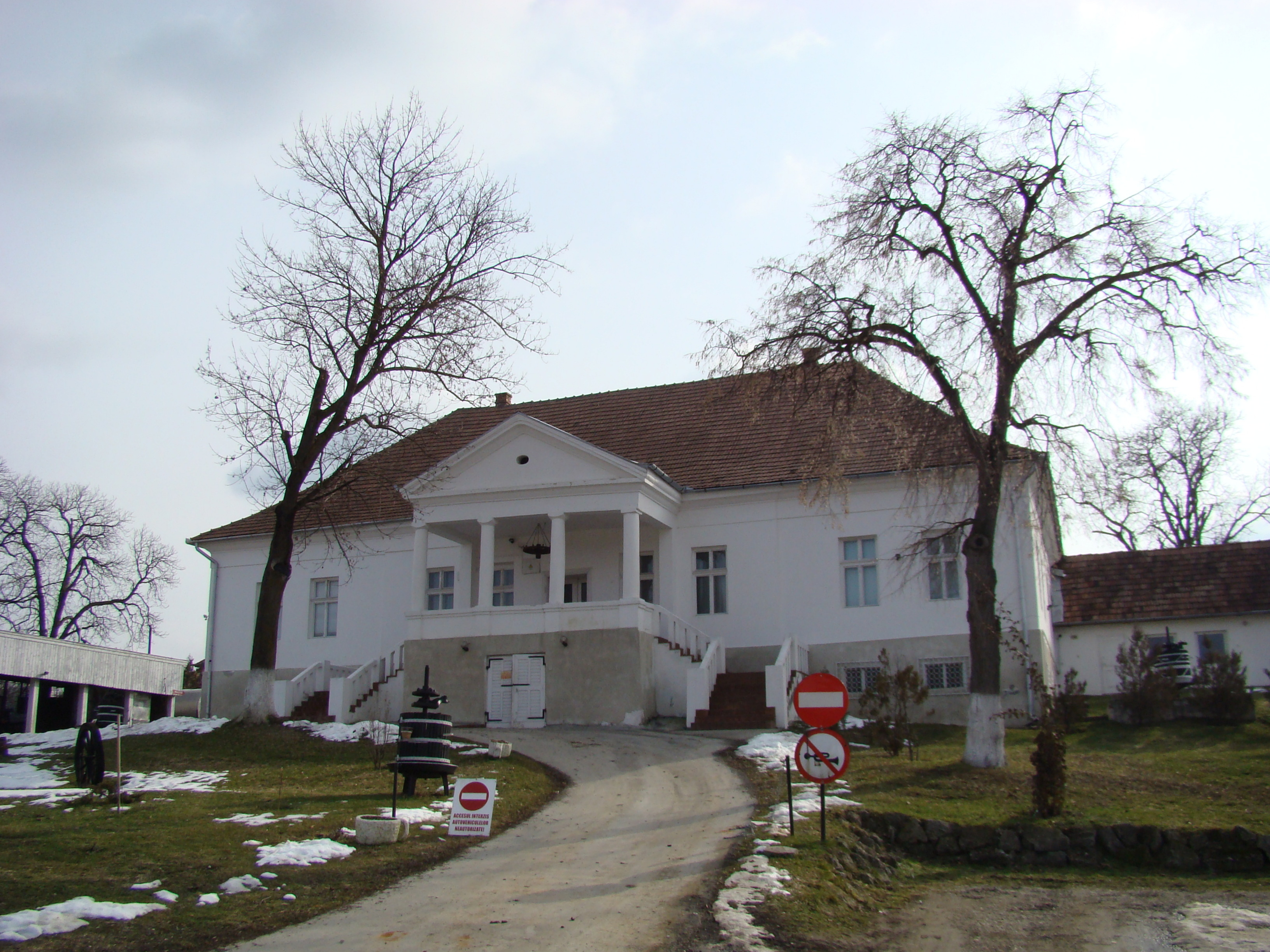